# 新進芸術家海外研修制度
新進芸術家海外研修制度 (しんしんげいじゅつかかいがいけんしゅうせいど、英: Program of Overseas Study for Upcoming Artists) は日本の文化庁が運営する、日本人芸術家の海外研修のための支援を行う制度である。毎年、美術、音楽、舞踊、演劇、映画、舞台美術等、メディア芸術の各分野における新進芸術家の海外の大学や芸術団体、芸術家等への実践的な研修に従事する機会を提供している。
研修期間は、1年、2年、3年、特別（80日間）、短期（20日 - 40日）及び高校生（350日）の6種類があり、平成29年度末までに、約3,500名が研修を修了している（昭和42年から平成13年度末までは、「芸術家在外研修」事業として実施）。

## これまでの主な研修者
- 奥谷博（美術：洋画 / 昭和42年度）
- 絹谷幸二（美術：洋画 / 昭和52年度）
- 塩田千春（美術：現代美術 / 平成16年度）
- 田中功起（美術：現代美術 / 平成20年度）
- 佐藤しのぶ（音楽：声楽 / 昭和59年度）
- 諏訪内晶子（音楽：器楽 / 平成6年度）
- 森下洋子（舞踊：バレエ / 昭和50年度）
- 平山素子（舞踊：モダンダンス / 平成13年度）
- 福田逸（演劇：演出 / 平成2年度）
- 野田秀樹（演劇：演出 / 平成4年度）
- 野村萬斎（演劇：狂言師 / 平成6年度）
- 鴻上尚史（演劇：演出 / 平成9年度）
- 長塚圭史（演劇：演出 / 平成20年度）
- 崔洋一（映画：監督 / 平成8年度）
- 和田淳（メディア芸術等 / 平成22年度）
- 美波（女優 / 平成26年度）